# Aurelio Peccei
Aurelio Peccei fue un emprendedor italiano, (Turín, 4 de julio de 1908 – ibíd. 14 de marzo de 1984) fue gerente de la Fiat, participó en la Resistencia italiana, fue empresario en Italia y en el extranjero. En 1968 se reunió en Roma con algunos estudiosos y juntos formaron el Club de Roma.  

## Biografía
Aurelio pasó su juventud en Turín y se graduó en economía por la Universidad de Turín en 1930. Más tarde, gracias a una beca, se trasladó a París, estudiando en la Sorbona, en este período fue premiado con un viaje gratis a Unión Soviética. El conocimiento de muchos idiomas le permitió ser admitido en la Fiat, a pesar de ser sospechoso del antifascismo. En 1935 su exitosa misión al China, por encargo de la Fiat, le permitió afirmar su figura de liderazgo dentro de la empresa.
Durante la Segunda Guerra Mundial Peccei se involucró en el movimiento antifascista y la resistencia, donde fue miembro de las "Brigate Giustizia e Libertà" (Brigadas Justicia y Libertad). 
Su lucha se prolongó hasta 1944, cuando fue detenido, encarcelado, torturado y llegó un paso de la ejecución, pero logrado resistir hasta la liberación. Después del final de la guerra Peccei estuvo personalmente involucrado en el proceso de reconstrucción de Italia, se hizo cargo de diversos asuntos, tanto de tipo público ese tipo privado, incluido el establecimiento de la primera compañía aérea italiana, Alitalia.
En 1949 accedió a trasladarse a América Latina en representación de Fiat, que ya mantenía relaciones comerciales con América del Sur, que se interrumpieron, sin embargo, durante la guerra. Se instaló en Argentina, donde vivió con su familia aproximadamente diez años. Gracias a su ingenio se dio cuenta del gran potencial del lugar donde se encontraba y logró abrir una filial argentina de la Fiat, la Fiat Concord, que estaba a cargo de la producción de automóviles,  tractores agrícolas, y locomotoras.
En 1958 el poder económico del Fiat estaba en auge, lo que le permitió fundar Italconsult, una empresa que reunía algunas de las más famosas marcas italianas de la época, no solo en el campo de la producción de automóviles, como por ejemplo Innocenti, la Montecatini y Fiat. El Italconsult se fijó como objetivo proporcionar consultorías en el campo de la economía y de ingeniería para los países en desarrollo.

## Obra
- * The Chasm Ahead, Macmillan, NY (1969), ISBN 0-02-595360-5

- The Human Quality, Pergamon Press (1977), ISBN 0-08-021479-7

- One Hundred Pages for the Future, Pergamon Press (1981), ISBN 0-08-028110-9

- Aurelio Peccei, Cento Pagine per l'Avvenire, Mondadori Editore, Milano, 1982

- Before it is Too Late: A Dialogue with Daisaku Ikeda, I.B. Tauris (2008), ISBN 978-1845118884